# 안녕? 나야!
《안녕? 나야!》은 2021년 2월 17일부터 2021년 4월 8일까지 방영된 KBS 2TV 수목 드라마이다.

## 기획 의도
연애도 일도 꿈도 모두 뜨뜻미지근해진 37살의 주인공에게 세상 어떤 것도 두렵지 않았고 모든 일에 뜨거웠던 17살의 내가 찾아와, 나를 위로해주는 판타지 성장 로코 드라마.

## 방송 시간
| 방송 채널 | 방송 기간                                            | 방송 시간                           | 방송 분량                                 |
| --------- | ---------------------------------------------------- | ----------------------------------- | ----------------------------------------- |
| KBS 2TV   | 2021년 2월 17일 ~ 2021년 4월 8일 [1회~16회] (본방송) | 매주 수요일, 목요일 밤 9:30 ~ 10:40 | 70분 (1회당 1부 40분, 2부 30분 분할 방송) |

## 등장 인물

### 주요 인물
- 최강희 : 반하니 역 (37살) - 꿈도, 목표도, 희망도 없이 태어난 김에 사는 조아제과 계약직 직원
- 김영광 : 한유현 (30살) 역 (아역 : 최승훈) - 후천적 Fe 결핍 증후군, 한마디로 철 없는 골드스푼. 반짝반짝 빛나는 금수저 인생. 조아제과 회장 한지만의 하나 뿐인 아들이자 네버랜드의 피터팬처럼 영원히 철들지 않는 자유로운 영혼.
- 이레 : 반하니 역 (17살) - 20년 뒤의 미래로 떨어진 17살 호수고등학교 퀸카
- 음문석 : 안소니 (37살) 역 - 대한민국 최고의 갑질 연예인이자 한때 톱스타, 드라마 캐스팅 1순위, 광고 섭외 1순위, 뱀파이어라는 별명을 들을 정도로 나이가 믿기지 않는 동안 외모. (본명:양춘식)->연예계 은퇴

### 하니 가족
- 김병춘 : 반기태 역 - 하영과 하니의 아버지, 옥정의 남편, 홍년의 아들. 션을 능가할 정도의 로맨틱한 남편, 딸들을 보는 눈빛에 꿀이 뚝뚝 떨어지는 원조 딸 바보. 택시 운전사. (특별출연)
- 윤복인 : 지옥정 역 - 하영과 하니의 어머니, 택시 운전기사. 기태의 아내. 홍년의 며느리.
- 김용림 : 이홍년 역 - 하영과 하니의 친 할머니, 옥정의 시어머니. 기태의 어머니.
- 정이랑 : 반하영 역 - 하니의 친언니, 반짝반짝 성형외과 원장. 성우의 어머니. 치수의 아내. 기태와 옥정의 첫째딸. 홍년의 큰 손녀.
- 문성현 : 채성우 역 - 치수와 하영의 아들, 기태와 옥정의 외 손자. 하니의 조카. 홍년의 증 손자. 인생의 성공은 학벌, 직업, 지의로 결정된다고 믿는 애 어른. 천재적인 두뇌로 16살에 아이비리그 대학을 합격했다.

### 유현 가족
- 김유미 : 오지은 역 - 조아제과 이사 양도윤의 아내이자, 제품 개발팀 팀장. 유현의 형수.
- 지승현 : 양도윤 역 - 한전무의 아들이자 유현의 사촌형, 조아제과 기획 이사. 보는 순간 절로 고개가 숙여지는 온화한 카리스마를 가진 조아제과 기획 이사.
- 윤주상 : 한지만 역 - 조아제과 회장이자 유현의 아버지
- 백현주 : 한지숙 역 - 조아제과 전무, 도윤의 어머니. 유현의 고모. 지은의 시어머니. 자애롭고 따뜻한 외모와 달리 야망으로 가득 찬 야심가.

### 조아제과 사람들
- 최태환 : 차승석 역 - 조아제과 비서실 신입 사원
- 김미화 : 강금자 역 - 조아제과 구내 식당 조리원
- 김도연 : 차미자 역 - 조아제과 구내 식당 조리원
- 신문성 : 고정도 역 - 제품 개발팀 과장, 마케팅 천재. 소혜의 아버지.
- 고우리 : 방옥주 역 - 제품 개발팀 사원, 다이어트에 일가견이 있는 조아제과 제품 개발팀 사원.
- 김기리 : 김용화 역 - 제품 개발팀 연구원, 제품 관능 검사를 위해 항시 미각을 최상의 상태로 유지하려 애쓰는 제품 개발팀 사원. 술, 담배는 물론 자극적인 음식은 절대 피한다.

### 안소니 소속사
- 최대철 : 박정만 역 - 안소니 기획사 대표
- 강태주 : 민경식 역 - 안소니의 매니저

### 2000년 과거 사람들
- 김상우 : 양춘식 역 - 반하니 바라기, 호수고 캡짱.
- 이서연 : 오지은 역 - 반하니 베프, 호수고 학생.
- 문성현 : 채치수 역 - 하영의 남편, 하니의 형부. 기태와 옥정의 사위. 홍년의 손주 사위. 성우의 아버지.
- 송지현 : 반하영 역 - 하니의 언니, 기태와 옥정의 첫째 딸. 홍년의 친 손녀. 치수의 아내.

### 그 외 인물
- 박철민 : 나영규 역 - '형제슈퍼' 주인 형제
- 정대로 : 나일구 역 - '형제슈퍼' 주인 형제
- 조경훈 : 조남권 역 - 사채업자, 떼인 돈 하나는 확실하게 받아내는 사채업자. 나쁜 짓만 할 것 같은 험상궂은 생김새와 달리 의외로 준법 정신이 투철, 하니에게도 도움의 손길을 내미는 따뜻한 오지라퍼다.
- 이규현 : 잡스 도령 역 - 수학으로 점치는 무당
- 이채미 : 고소혜 역 - 정도의 딸

### 특별출연
- 정성호 : 정준수 역 - 하니의 소캐팅 남(1회)
- 장기용 : 경찰관 역 (1회)
- 이수혁 : 경찰관 역 (1회)
- 조한철 : 마트 점장 역
- 배정화 : 알레르기 반응을 일으킨 아이의 엄마 역
- 진희경 : 김 작가 역 (4회)

## 시청률
최저 시청률과 최고 시청률은 시청률 조사회사와 지역별로 시청률에 차이가 있을 수 있습니다.
| 2021년 | 2021년   | 2021년         | 2021년 |
| 회차   | 방송일   | AGB 시청률     |        |
| 회차   | 방송일   | 대한민국(전국) |        |
| ------ | -------- | -------------- | ------ |
| 제1회  | 2월 17일 | 3.8%           |        |
| 제1회  | 2월 17일 | 4.9%           |        |
| 제2회  | 2월 18일 | 3.1%           |        |
| 제2회  | 2월 18일 | 3.6%           |        |
| 제3회  | 2월 24일 | 3.2%           |        |
| 제3회  | 2월 24일 | 5.1%           |        |
| 제4회  | 2월 25일 | 2.7%           |        |
| 제4회  | 2월 25일 | 3.1%           |        |
| 제5회  | 3월 3일  | 3.4%           |        |
| 제5회  | 3월 3일  | 3.9%           |        |
| 제6회  | 3월 4일  | 2.3%           |        |
| 제6회  | 3월 4일  | 3.1%           |        |
| 제7회  | 3월 10일 | 3.0%           |        |
| 제7회  | 3월 10일 | 3.9%           |        |
| 제8회  | 3월 11일 | 2.7%           |        |
| 제8회  | 3월 11일 | 3.4%           |        |
| 제9회  | 3월 17일 | 2.8%           |        |
| 제9회  | 3월 17일 | 3.7%           |        |
| 제10회 | 3월 18일 | 2.7%           |        |
| 제10회 | 3월 18일 | 3.5%           |        |
| 제11회 | 3월 24일 | 2.6%           |        |
| 제11회 | 3월 24일 | 3.9%           |        |
| 제12회 | 3월 25일 | 2.5%           |        |
| 제12회 | 3월 25일 | 3.2%           |        |
| 제13회 | 3월 31일 | 2.7%           |        |
| 제13회 | 3월 31일 | 3.7%           |        |
| 제14회 | 4월 1일  | 2.7%           |        |
| 제14회 | 4월 1일  | 4.0%           |        |
| 제15회 | 4월 7일  | 3.3%           |        |
| 제15회 | 4월 7일  | 4.2%           |        |
| 제16회 | 4월 8일  | 3.3%           |        |
| 제16회 | 4월 8일  | 4.0%           |        |

## OST
- Weeekly(위클리) - Wake Up
- 이민혁 - 오늘 밤
- 소야(SOYA), 딘딘 - 3!4!
- 허각 - 그 시간,그 공간
- Sondia - 흐린 날 (Cloudy day)
- 소유 - 웃어주지 말아요
- Floody(플루디) - 산다는 건 다 그런게 아니겠니
- oceanfromtheblue - 부담이 되진 않을까

## 참고 사항
- 윤주상, 최대철은 2021년 3월 13일부터 방영중인 KBS 2TV 주말 드라마 《오케이 광자매》에서도 동반출연하였다.
- 이채미는 MBC 아침 드라마 《훈장 오순남》에서 오순남(박시은 분)과 차유민(장승조 분)의 딸이었던 차준영 역에 이어서 4년 만에 복귀하였다.

## 동시간대 경쟁 드라마
- MBC 수목 드라마 《오! 주인님》
- JTBC 수목드라마 《시지프스 : the myth》
- tvN 수목드라마 《마우스》

## 같이 보기
- 대한민국의 텔레비전 드라마 목록 (ㅇ)
- 2021년 대한민국의 텔레비전 드라마 목록